# 平野敬一
平野 敬一（ひらの けいいち、1924年10月9日 - 2007年11月7日）は、英文学者、東京大学名誉教授。

## 経歴
米国サクラメント生まれ。東京大学文学部英文科卒業、1953年より同・教養学部講師、助教授を経て、教授、1983年定年退官、名誉教授。明治大学教授を務めた。
マザー・グースやチャイルド・バラッドのほか、北米（カナダ）文学の研究を行った。

## 著書
- マザー・グースの唄 イギリスの伝承童謡 中公新書, 1972
- マザー・グースの世界 伝承童謡の周辺 ELEC出版部(英語教育協議会), 1974
- バラッドの世界 ELEC出版部, 1979

## 編著
- マザー・グース その世界 すばる書房, 1976
- 続マザー・グース童謡集 ELEC出版部, 1977 (エレック選書)
- コモンウェルスの文学 土屋哲共編 研究社出版, 1983
- 英語で読もうMother Goose 筑摩書房, 1994

## 翻訳
- 没落の文化 第1 廿世紀作家の没落／第2 近代文化の崩壊 クリストファ・コードウェル

増田義郎共訳、ダヴィッド社, 1954（ダヴィッド選書）
- 現代英文学の展望 デイビット・ディシズ 上田勤共訳、研究社出版, 1960
- ロビンソン・クルーソー デフォー 新編 世界の文学2・中央公論社, 1971、新装版1994
- チャンティクリアときつね ジェフリー・チョーサー ほるぷ出版, 1976
- マザー・グース ほるぷ出版, 1976
- 図説探検の世界史 16   北アメリカの幕あき サイモン・ドレスナー 集英社, 1976
- ジョニー＝グローク ジェイコブズ 暁教育図書「よいこの名作館」, 1977
- イギリスの航海と植民〈2〉ハクルートほか、越智武臣共訳、岩波書店 大航海時代叢書 第2期〈18〉, 1985
- スティーヴンソンのおかしなふねのたび ナンシー・ウイラード ほるぷ出版, 1990
- 妖精事典 キャサリン・ブリッグズ編、井村君江・三宅忠明・吉田新一共編訳、冨山房, 1992、新装版2024
- 最新世界周航記 ウィリアム・ダンピア、岩波書店 17・18世紀大旅行記叢書〈第Ⅰ期 1〉, 1992／岩波文庫（上下）, 2007
- 世界巡航記 ウッズ・ロジャーズ、小林真紀子共訳、岩波書店 17・18世紀大旅行記叢書〈第Ⅱ期 6〉, 2004。編集委員